# Шатов, Владимир Сергеевич
Влади́мир Серге́евич Ша́тов (Билл Шатов, имя при рождении — Владимир Родионович Клигерман, 24 декабря 1887, Киев — 11 октября 1937, Новосибирск) — российский революционер, хозяйственный деятель, железнодорожник, наиболее известен как начальник строительства Туркестано-Сибирской железной дороги.

## Биография

### Ранние годы
Родился 24 декабря 1887 года в Киеве; еврей. Рано начал работать вместе с отцом наборщиком в типографии. Затем поступил в Киевский политехнический институт, со второго курса которого перешёл в коммерческое училище и успешно закончил его. Его юность прошла под влиянием революционно настроенных рабочих, он часто выполнял их задания. Будучи студентом, принимал участие в работе социал-демократических кружков. В октябре 1905 году Шатов был начальником отряда еврейской самообороны, в 1906 году участвовал в «экспроприации» сберкассы, когда было похищено 15 тыс. рублей. Трижды арестовывался, впервые был арестован в 1904 году.

### Жизнь в США
В 1907 году эмигрировал в США, где взял псевдоним «Шатов», работал докером, поденщиком, машинистом, наборщиком в типографии в Нью-Йорке. Был одним из основателей и лидеров «Союза русских рабочих в США и Канаде», членом анархо-синдикалистской профсоюзной организации «Индустриальные рабочие мира». В США он четырежды арестовывался.

### Революция и гражданская война
Прибыв в Петроград в дни Февральской революции, Шатов примкнул к большевикам, встречался с В. И. Лениным, принимал активное участие в подготовке октябрьского переворота. Являлся членом Петроградского ВРК от Союза анархо-синдикалистской пропаганды.
В 1918 году был чрезвычайным комиссаром по охране железных дорог, руководителем милиции и комендантом Петрограда, участвовал в борьбе с отрядами Булак-Балаховича на псковском направлении.
8 мая 1919 года Шатов, к тому времени член реввоенсовета 7-й армии, был назначен начальником внутренней обороны Петрограда и одновременно членом комитета обороны города. Затем ему было доверено командование дивизией, которая сыграла главную роль в разгроме войск генерала Юденича, за что Шатов был награждён орденом Красного Знамени. В конце 1919 года был арестован по уголовным обвинениям (скорее всего, за какое-то должностное нарушение), но в начале 1920 года был освобождён благодаря личному поручительству И. В. Сталина. В декабре 1919 года был командирован в распоряжение Сибревкома, был комиссаром омского железнодорожного узла, комиссаром водного транспорта Сибири.

### Совслужащий
В 1920—1921 годах был уполномоченным по управлению всеми железными дорогами и водными путями Восточной Сибири, военным министром и министром путей сообщения Дальневосточной республики.
Затем работал уполномоченным Совета труда и обороны РСФСР в правлении Автономной индустриальной колонии «Кузбасс», заместителем председателя «Нефтеэкспорта», членом правления Северо-Кавказского округа путей сообщения, Промбанка, Главметалла, заместителем председателя Металлоимпорта. При этом до 1924 года Шатов оставался анархистом, и только после полного разгрома органами ОГПУ какой-либо организованной деятельности анархистов признал себя беспартийным. К большевикам он относился критически, и друзьям-эмигрантам из числа анархистов обещал, что «он будет первым, кто свергнет большевиков», когда Советская республика окрепнет и избавится от внешней угрозы.

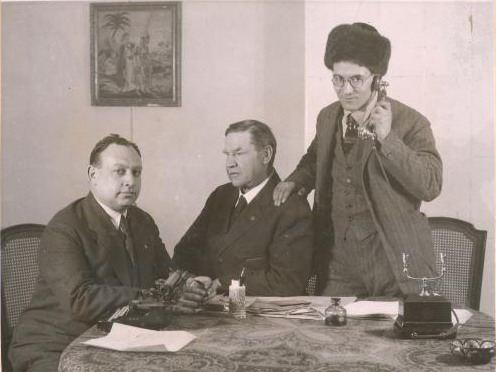
Лидеры ИРМ в Советской России. Слева направо: Шатов, Хейвуд, Андрейчин.

### Турксиб
2 марта 1927 года правительство РСФСР приняло постановление о строительстве Туркестано-Сибирской железной дороги, для чего был организован Комитет содействия строительству Турксиба во главе с заместителем председателя Совнаркома РСФСР Т. Рыскуловым. В его состав вошёл и начальник строительства Турксиба Владимир Шатов. На этой должности Шатов получил большие полномочия: он мог без согласования сверху распоряжаться кредитом, приобретать имущество, набирать технически сотрудников, нанимать рабочую силу, гужевой транспорт, взаимодействовать со всеми учреждениями и организациями страны. После первого пленарного заседания Комитета содействия строительству Турксиба Шатов выехал на осмотр трассы будущей магистрали, останавливался в Кзыл-Орде, Ташкенте, Алма-Ате, Фрунзе, беседовал с ответственными работниками на местах.
21 ноября 1927 года на станции Луговая состоялось открытие строительства Турксиба, на котором Шатов открыл митинг, огласив поздравительную телеграмму Рыкова, и забил один из первых костылей. Во время стройки Шатов лично объезжал всю трассу от Луговой до Семипалатинска, особое внимание уделяя строительству мостов через все реки. Настоял на введении хозрасчёта на стройке, благодаря чему на Турксибе развернулось социалистическое соревнование. Для того, чтобы в кратчайшие сроки сдать железную дорогу в эксплуатацию, он в сентябре 1929 года издал приказ об образовании в составе производственного отдела Турксиба особой службы — части пути, начальником которой он назначил М. Тынышпаева. 28 апреля 1930 года на станции Айна-Булак состоялась смычка Северного и Южного участков Турксиба, после чего Шатов отправил телеграмму в Москву на имя Сталина:
Сегодня в 7 часов 6 минут по московскому времени рельсы юга сомкнулись с рельсами севера на шестьсот сороковом километре от станции Луговая, путь для сквозного движения по Турксибу открыт. Начальник постройки Шатов.
Коллектив строительства Турксиба, а также 10 человек (в их числе Шатов) Постановлением ВЦИК и Совнаркома РСФСР были награждены орденами Трудового Красного Знамени.

### Другие проекты
В ноябре 1930 года Владимир Шатов был назначен начальником Сибжелдорстроя, затем работал руководителем Главжелдорстроя, заместителем наркома путей сообщения страны. С марта 1933 года возглавил строительство железной дороги Москва — Донецк, где работали многие турксибовцы. В 1936 году Шатова вновь направили в Казахстан на сооружение железной дороги Нельды — Джезказган, которую строили в основном заключённые, «враги народа».

### Арест и гибель
25 декабря 1936 году Шатов вместе с большой группой руководителей железных дорог был арестован по обвинению во  вредительстве на железнодорожном транспорте, за срыв сроков строительства железной дороги и этапирован в Москву. 4 мая 1937 года Шатов был этапирован в Новосибирск, поскольку от него в Москве не смогли получить признаний во вредительстве. Шатова обвиняли ещё и в шпионаже в пользу Японии, подвергали пыткам. Но он стойко держался и получил 20 суток карцера за то, что пытался ударить следователя стулом. Лишь через два месяца его заставили признаться во вредительстве, но шпионскую и заговорщицкую деятельность продолжал отрицать. Тройкой УНКВД по Западно-Сибирскому краю 4 октября 1937 году он был приговорён к расстрелу «за контрреволюционную националистическую деятельность». Был реабилитирован в 1955 году.
Жена — Шатова Анна Абрамовна (1892— ?).